# František Lízl
František Lízl (16. července 1913 Domoušice – 18. leden 1945 Hudčice) byl lesní inženýr, velitel odbojového hnutí a ilegálního revolučního výboru na Rožmitálsku za druhé světové války.

## Životopis
Narodil se Domoušisích v katolické rodině jako jediný syn četnického strážmistra Josefa Lízla a jeho ženy rozené Kudrové. Rodina se záhy poté odstěhovala do Prahy. Během Františkova studia na Vinohradské reálce mu otec zemřel. Syna vychovávala matka, která ho při studiích vydržovala z malé penze. Po maturitě pokračoval studiem architektury na Českém vysokém učení technickém, kde vydržel pouze jeden rok, poté přestoupil na obor lesního inženýrství, který se lépe hodil k jeho zájmu o přírodu. Během studia získal bohatou praxi. Absolvoval se zaměřením na lesní taxaci a studia dokončil s výborným prospěchem. V roce 1938 se dobrovolně přihlásil do armády, kde ve zkrácené důstojnické škole získal hodnost podporučíka dělostřelectva. V armádě setrval do 30. dubna 1939, kdy byl demobilizován. V Praze vstoupil do organizace „záložních důstojníků”, kde se ovšem neshodl s názorem vedení a proto z této organizace odešel. Kolem roku 1938 si vrchní lesní rada a generální ředitel arcibiskupského panství Ing. Josef Šimek, vybral své nejlepší studenty a nabídl jim službu na rožmitálském panství. Mezi nimi byl Ing. František Lízl, Ing. Karel Feld a Ing. Oldřich Jeřábek. František dostal byt Na Šichtamtě – v budově správy zaniklých železáren. Byly to tytéž místnosti, kde dříve žila Bohuslava Rajská, druhá manželka F. L. Čelakovského. Sem také přestěhoval svoji matku z Prahy. Po nástupu byl poslán na louňovické panství, kde prováděl měření pozemků. Po šesti měsících se vrátil do Rožmitálu.

### Odbojová skupina

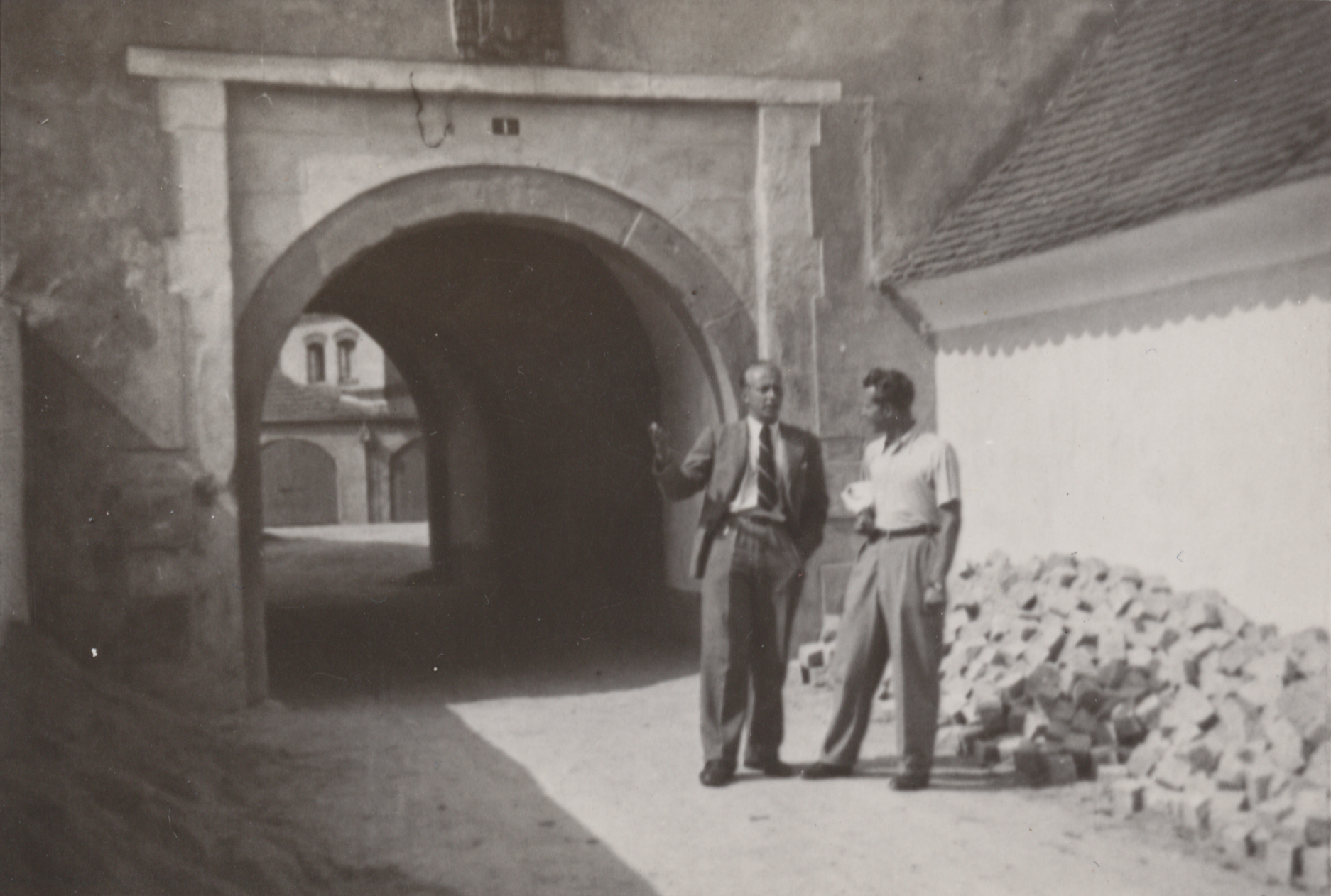
Oldřich Jeřábek a František Lízl před zámkem v Rožmitále p. Tř. v roce 1939

Brzy po návratu do Rožmitálu se František Lízl stal vůdčí osobností ilegální odbojové organizace na Rožmitálsku. Navázal kontakt i s dalšími odbojovými skupinami. Spojení navazoval osobně a dopravoval se pouze na jízdním kole, na kterém i objížděl všechny hájovny a fořtovny v arcibiskupském panství. Výjimkou nebyla ani jízda do Písku nebo na Zbraslav. To nemohl přehlédnout ředitel panství a lesní rada Ing. František Kříž, který Lízlovi vytkl jeho cestování na kole, které by mohlo vzbudit podezření, proto mu nabídl, aby na své cesty raději používal jeho automobil s arcibiskupským znakem. Této nabídky František Lízl později využíval hlavně k zásobování ukrývaných zběhů. Z počátku skupinu tvořil úzký okruh Lízlových přátel: František Češka, Ing. Oldřich Janota, Josef Prokopec, Jiří Sláma, František Květoň a František Lang mladší. Brzy poté vznikla v blízké obci Voltuš druhá ilegální skupina, kterou vedli Jaroslav Pompl, majitel zdejší pily a jeho řidič Alois Hovorka, představitel ilegální KSČ. Na rozhraní let 1941 a 1942 se obě skupiny sloučily v jedinou protifašistickou odbojovou skupinu, která později dostala název „Rudá stráž“. Velitelem byl zvolen František Lízl (členy odboje přezdívaný Lednička), Pompl a Hovorka byli jeho zástupci. Současně byl v Rožmitále vytvořen okresní revoluční výbor. Jednou z prvních akcí sloučených skupin byla výstavba podzemních úkrytů pro zbraně na různých místech v Rožmitále. V této době již byl navázán úzký vztah s odbojovou skupinou v Příbrami s názvem „Obrana národa“. Na konci května 1942 se skupině podařilo do svých řad získat dva vojáky sovětské armády, uprchlé zajatce, kterým se podařilo vyskočit z vlaku. Byli to poručík Sergej Pavlovič Gvezděněv a starší poručík Miško Gluškov. Prošli brdskými lesy a objevili se nedaleko obce Hutě pod Třemšínem, kde s nimi rožmitálská skupina navázala kontakt. Ukryli je v lesním úkrytu, kam jim členové skupiny nosili potraviny. Neznámou zradou se však o přítomnosti sovětských zajatců dozvědělo gestapo a jejich úkryt obklíčilo. Gvezděněvovi se podařilo utéct, ale Gluškov byl chycen a jeho další osudy nejsou známy. Gvezděněva pak přepravil Alois Hovorka, ke svým příbuzným v obci Višňová u Příbrami, kde se Gvezděněv nějaký čas ukrýval, ale pak se na Rožmitáslko vrátil a stal se členem Lízlovy skupiny.
V Brdech se různě objevovali další sovětští vojáci uprchlí ze zajetí, zvláště v létě roku 1943, ale přibývali i čeští lidé stíhaní Němci. Tehdy Lízlova skupina rozšířená o další členy, především z řad lesních zaměstnanců, zahájila v Třemšínských lesích výstavbu tajných obytných bunkrů – zemljanek (bylo jich zhruba 15). Tehdy už se skupina dala nazývat partyzánskou. Hlavní starostí nyní bylo zajištění materiálu pro stavbu bunkrů a proviantu pro uprchlé sovětské zajatce. Během honu na Březinách u Radošic 22. října 1944, objevil jeden z honců partyzánský bunkr, který obýval sovětský poručík, v civilu malíř, Gregor Iljič Pimonovič. Když gestapo bunkr obklíčilo, zahájil palbu, ale poté co byl vážně zraněn se rozhodl ukončit svůj život střelou do spánku. Tato událost na sebe upoutala pozornost Němců, kteří už dříve tušili, že se v brdských lesích ukrývají partyzáni. Gestapo s úkolem zajistit stopy o odbojové činnosti, pozatýkalo mnoho lidí na Rožmitálsku. Podařilo se jim zjistit, že se partyzáni ukrývají v hájovně Na Dědku u hajného Františka Königsmarka, který byl členem Lízlovy organizace.

### Tragédie Na Dědku

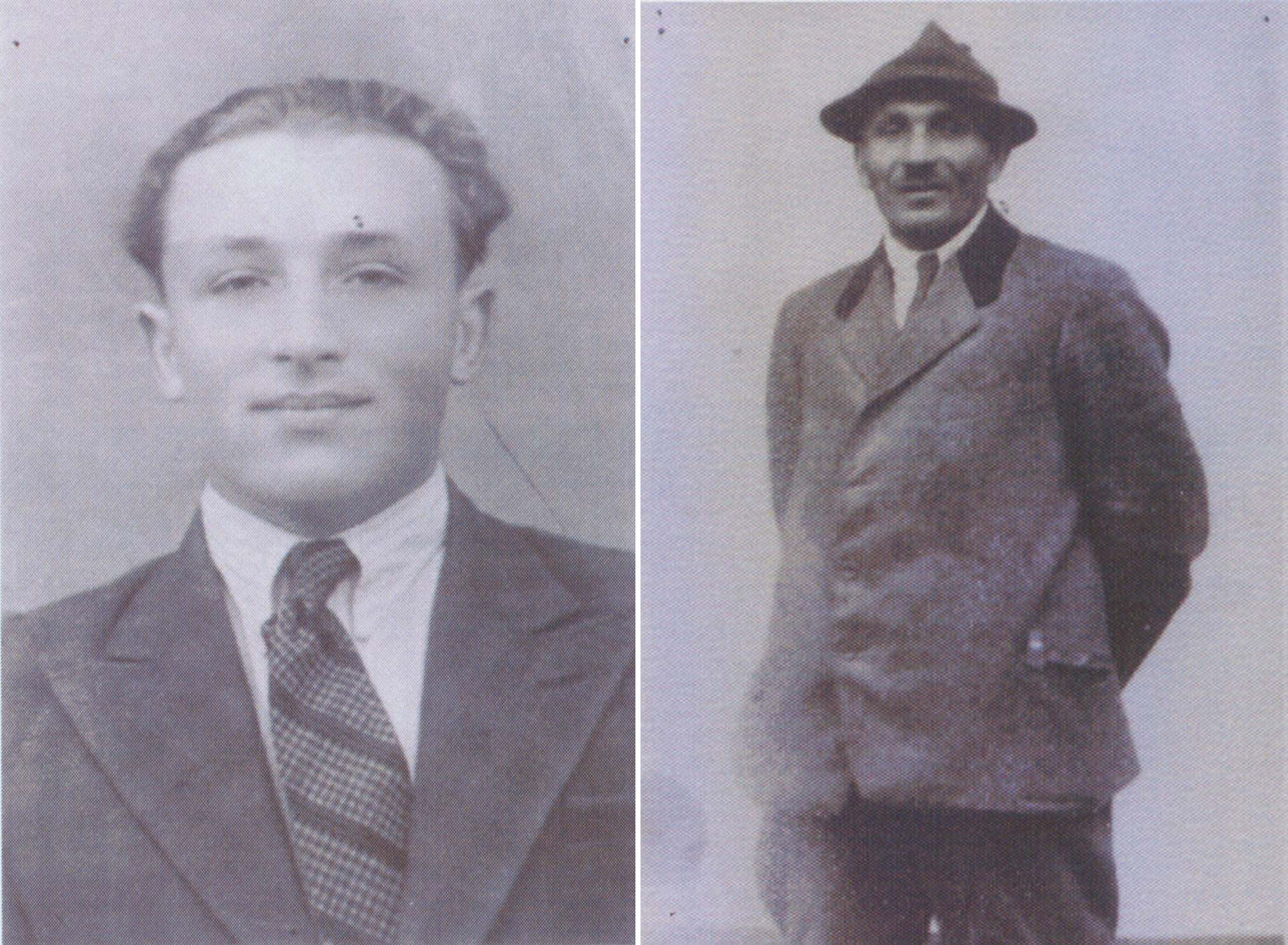
František Königsmark ml. a František Königsmark spáchali 26. října 1944 sebevraždu v hájence Na Dědku, když je obklíčilo gestapo

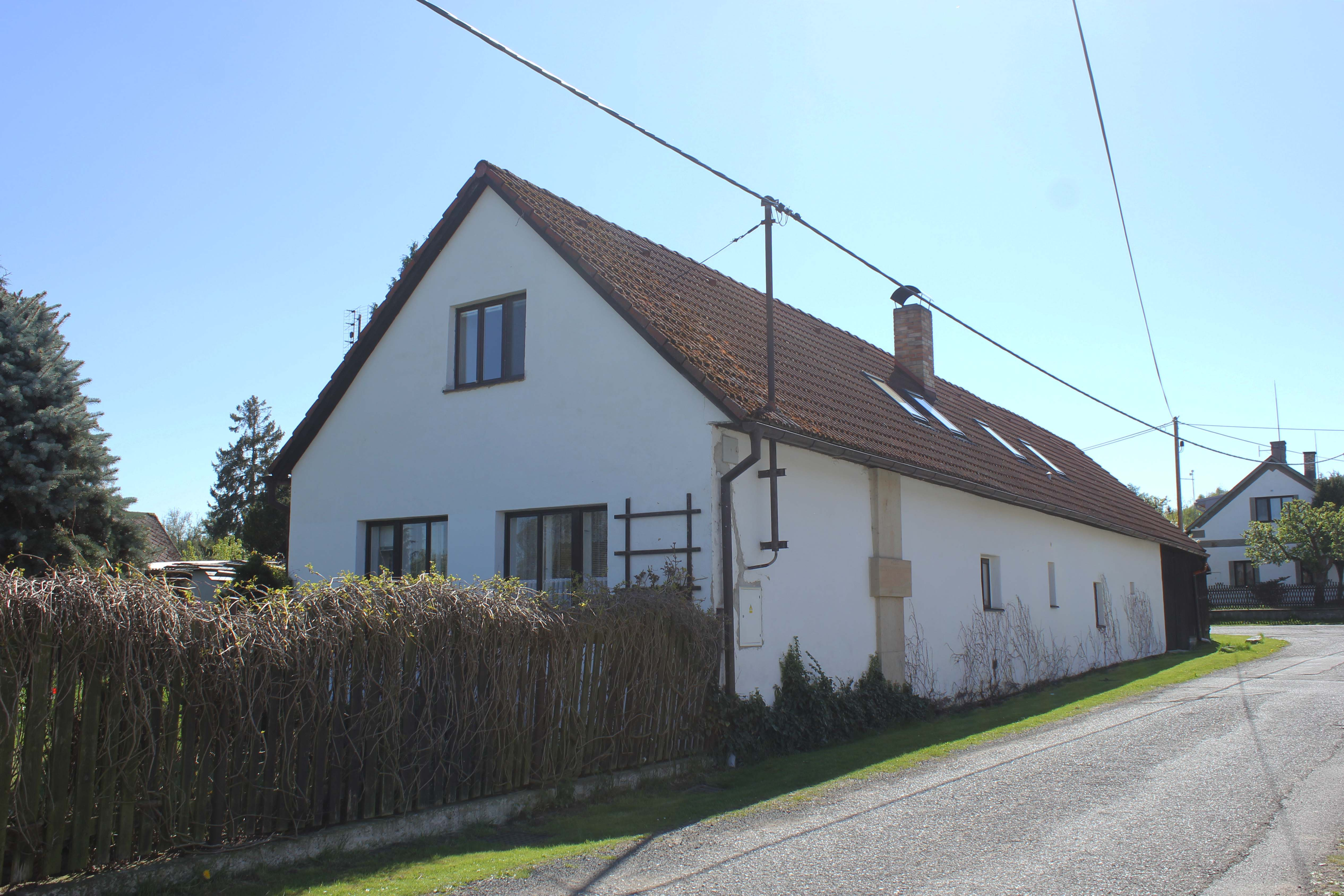
Dům Habadových v Bezděkově pod Třemšínem

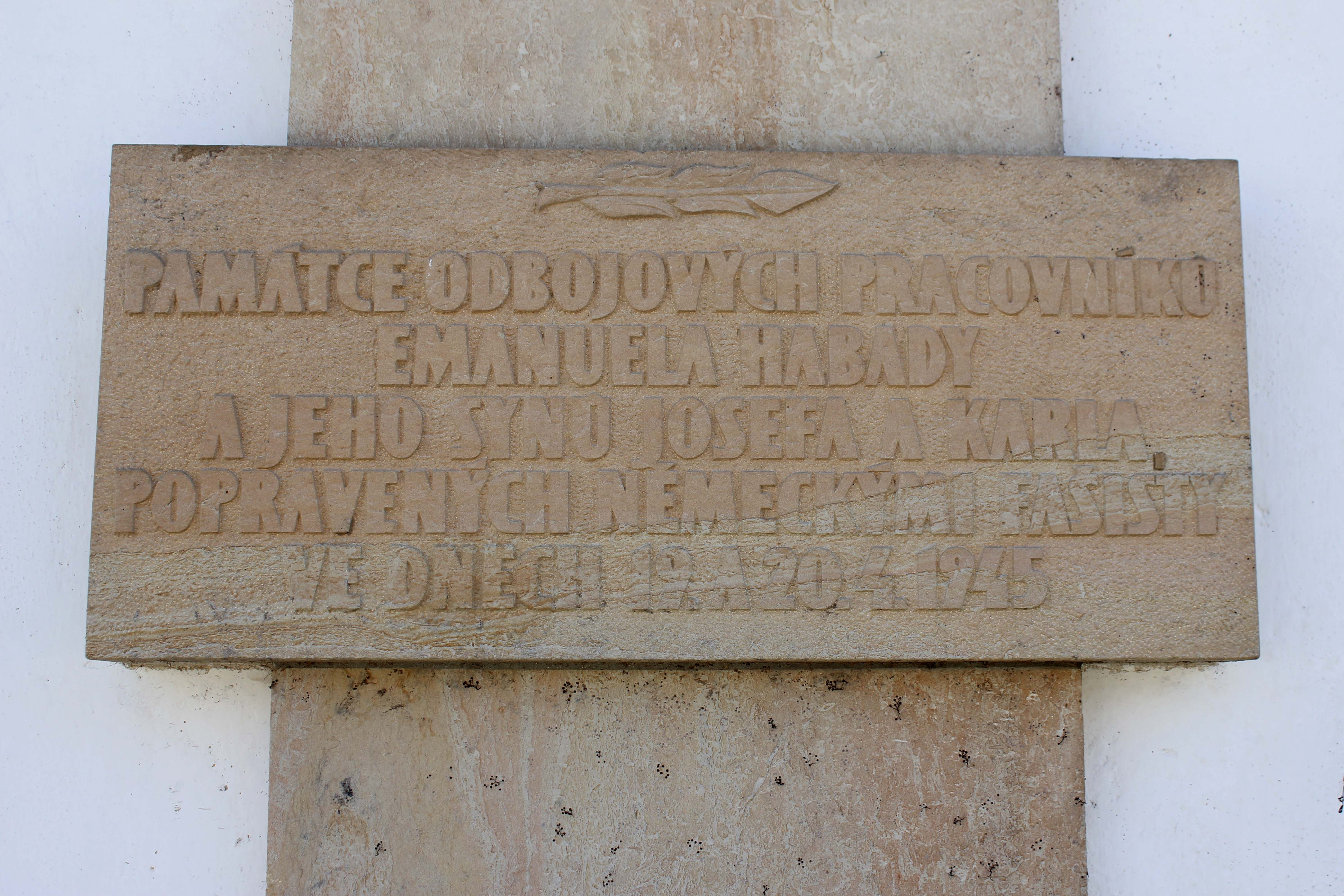
Pamětní deska k uctění památky rodiny Habadových

Dne 26. října 1944 před svítáním obklíčilo gestapo hájovnu Na Dědku, kde pobýval hajný František Königsmark se ženou Marií a devatenáctiletým synem Františkem. Gestapu bylo k dispozici i četnictvo povolané z obcí Tochovice, Bělčice, Lnáře a Hvožďany. Když je hajný, který stál na dvoře, zpozoroval, vběhl do hájovny, zamkl dveře a následně se ozvaly dvě střelné rány. Otec i syn raději zvolili smrt sebevraždou, než aby byli zatčeni. Zatímco syn byl na místě mrtvý, otec byl stále naživu. Žádná pomoc mu ale nebyla poskytnuta. Byl ponechán na místě společně se svojí ženou, kterou dostal za úkol střežit praporčík Lehečka. Takto zůstal hajný Königsmark bez pomoci až do 17 hodin, kdy byl převezen do příbramské nemocnice, kde druhý den ráno zemřel. Marie Königsmarková byla poslána do Terezína.
Ještě téhož dne pokračovalo rozsáhlé zatýkání. Gestapo vyslýchalo zejména lesní zaměstnance ve snaze dozvědět se o úkrytech partyzánů a jejich spojení s obyvatelstvem. Toho dne se František Lízl účastnil výlovu rybníka Obžera. Když se dozvěděl o události Na Dědku, okamžitě se vydal do Rožmitálu, kde se společně s lékárníkem Jiřím Třasoněm ukryli v domě porybného Langa na hrázi Sadoňského rybníka. Místní rozhlas celý den hlásil, že kdokoli Lízlovi poskytne pomoc, bude potrestán společně s celou rodinou. Lízl se u Langů cítil v relativním bezpečí. Pomocí syna porybného udržoval kontakt se zbytkem organizace. Dokonce psal dopisy své matce, ve kterých vysvětloval že musel odjet služebně mimo Rožmitál. Dopisy odesílali z Prahy pomocí přátel.

### Zrada

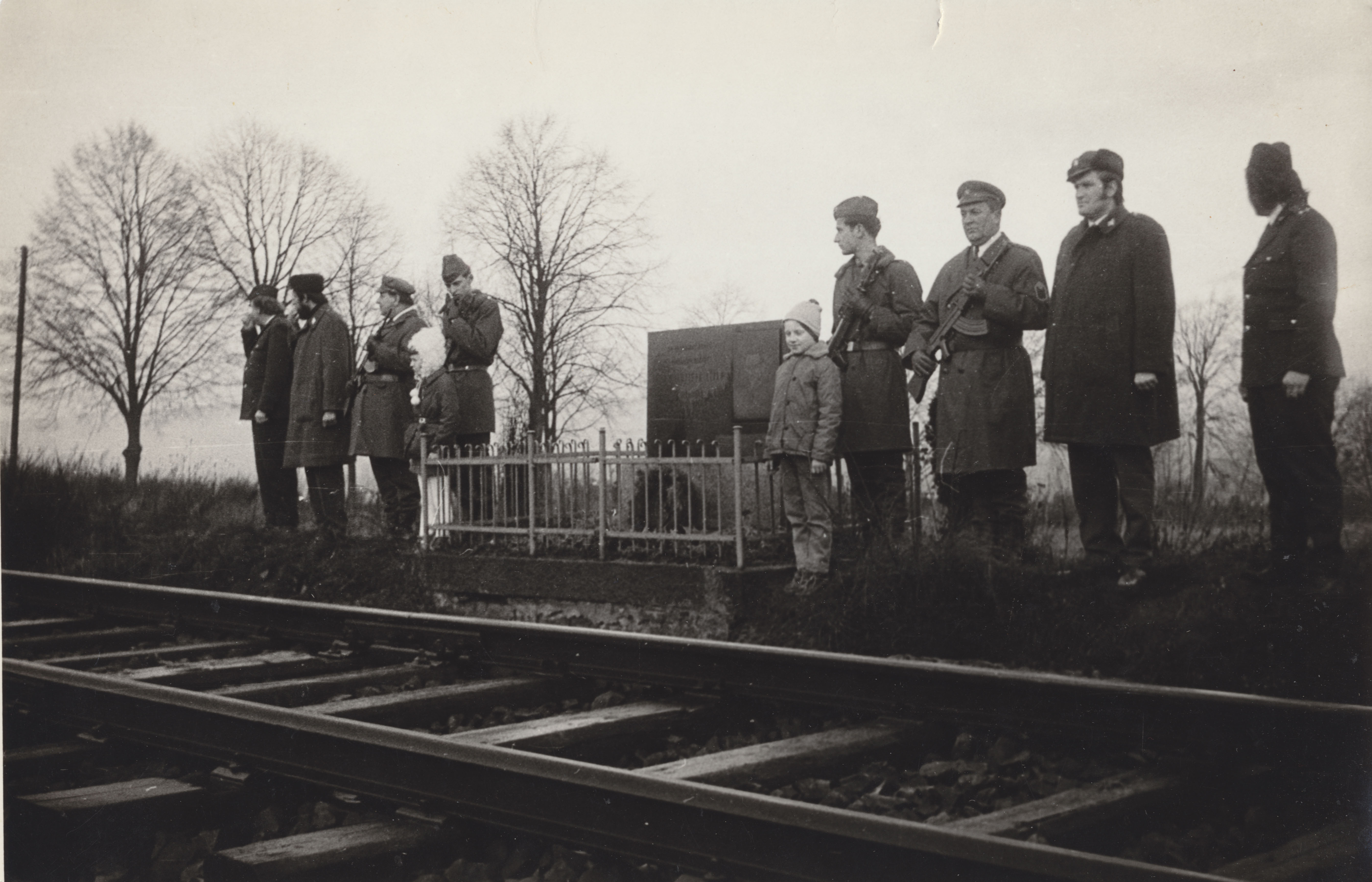
Odhalení pomníku Františka Lízla u železničního přejezdu v Hudčicích 18. ledna 1975 (byl přemístěn 19. ledna 1980)

Do brdských lesů se z Klatov začala stahovala tzv. jagdkomanda – speciální oddíly pro boj s partyzány. Těm se po většinou podařilo včas utéct a před gestapem zatím úspěšně unikali i hlavní členové organizace, ovšem zatýkání a výslechy pokračovaly. Jedním ze zatčených byl i Miroslav Náhlovský, který na jaře 1943 začal pracovat jako laborant v lékárně Třasoňových v Rožmitále. Byl to právě Náhlovský, kdo způsobil začátek tragického pádu celé organizace, která v jeho případě postupovala velmi nerozvážně a svěřila důvěru nevhodné osobě. Pro začátek byla velká chyba, že Náhlovského lékárník Třasoň, aniž by si o něm cokoliv ověřil, ubytoval ve vile Aloisie Vorzové, která v té době sloužila jako úkryt sovětským uprchlíkům. Náhlovský dokonce jeden čas sdílel pokoj i se Sergejem Gvezděněvem a skrze něj i Třasoňovi se mohl snadno dozvědět o odboji. Brzy se ukázalo, že mladý laborant v lékárně krade narkotika, především morfium, na kterém byl závislý. Lékárník donutil Náhlovského odejít. Ten později pracoval ještě v lékárně v Příbrami a ve Veltrusech, kde se jeho krádeže opakovaly. Lékárníka Třasoně ovšem stále příležitostně v Rožmitále navštěvoval a vyptával se i na odboj. Na podzim roku 1944 Náhlovského, pravděpodobně kvůli udání, zadrželo gestapo. Tvrdý výslech, výhrůžky a nedostupnost drogy zřejmě udělaly své. Vyzradil vše co věděl o rožmitálském odboji a aby se vyhnul soudu, stal se konfidentem gestapa. To mělo především zájem na polapení Aloise Hovorky. Náhlovský se opět vrátil do Rožmitálu, kde se zkontaktoval s lékárníkem Třasoněm. Sdělil mu, že ho hledá gestapo a potřebuje se ukrýt. Třasoň společně s Hovorkou mu naivně obstarali úkryt v Bezděkově u rodiny Habadů. Zde se měl také s Hovorkou sejít. Náhlovský vše sdělil gestapu, které připravilo plán. V prvé řadě měl Náhlovský u Habadů sdělit, že má dva kamarády – československé parašutisty, kteří utíkají před gestapem. Těmi byli ve skutečnosti agenti gestapa – Ladislav Štěpánek a Jaroslav Panenka. Jejich úkolem bylo na schůzce zatknout Hovorku, Habadovi a všechny kdo se s Hovorkou objeví. Třasoň svou roli splnil na výbornou. Dne 1. prosince 1944, asi v 8 hodin večer v domě Habadových, zaklepali falešní parašutisté a po dohodnutém hesle „koupím husu“ byli pozvání dovnitř. Marie Habadová jim nedůvěřovala, tvrdila že vypadají jako gestapáci. I přesto u Habadových strávili noc a druhý den čekali na večer, kdy měla proběhnout schůzka. O tom, co se následně přesně stalo v Bezděkově v domě č. 42, se výpovědi rozcházejí. Lízl už údajně Náhlovského podezříval, když k Habadům přivedl Štěpánka s Panenkou a odboj varoval. Ke schůzce přesto došlo. Kolem sedmé hodiny večer vešel do domu starý Habada se synem Karlem, lékárníkem Třasoněm, Náhlovským, Hovorkou a jeho ochráncem Janem Belasem. Podle výpovědi Štěpánka vběhl Náhlovský do pokoje parašutistů a varoval je. Následovala přestřelka, při níž byl lékárník střelen do nohy a do ruky, Hovorka měl průstřel břicha, Karel Habada průstřel plic a jeho otec průstřel nohy. Utéct se podařilo pouze Belasovi. Štěpánek následně poslal Náhlovského k místnímu starostovi, aby poslal pro sanitku. Ten pak pokračoval na kole do Březnice, aby informoval gestapo. Postřelení byli odvezeni do nemocnice v Příbrami. Lékárníka jako jediného odvezli do Prahy, zatímco ostatní putovali do věznice v Klatovech. Byl to právě Trasoň, který gestapu vyzradil, kde se nachází František Lízl, ale udal i mnoho dalších rodin, které spolupracovaly s odbojem. Počátkem ledna 1945 gestapo zatklo Františka Lízla u Langů a odvedlo ho na četnickou stanici. Další tři skupiny zatýkají rodiny, které vyzradil Jiří Třasoň. Gestapo se snažilo Lízla vyslýchat už na stanici, ale ten stále odpovídal jen, že nemá o organizaci informace.

### Smrt

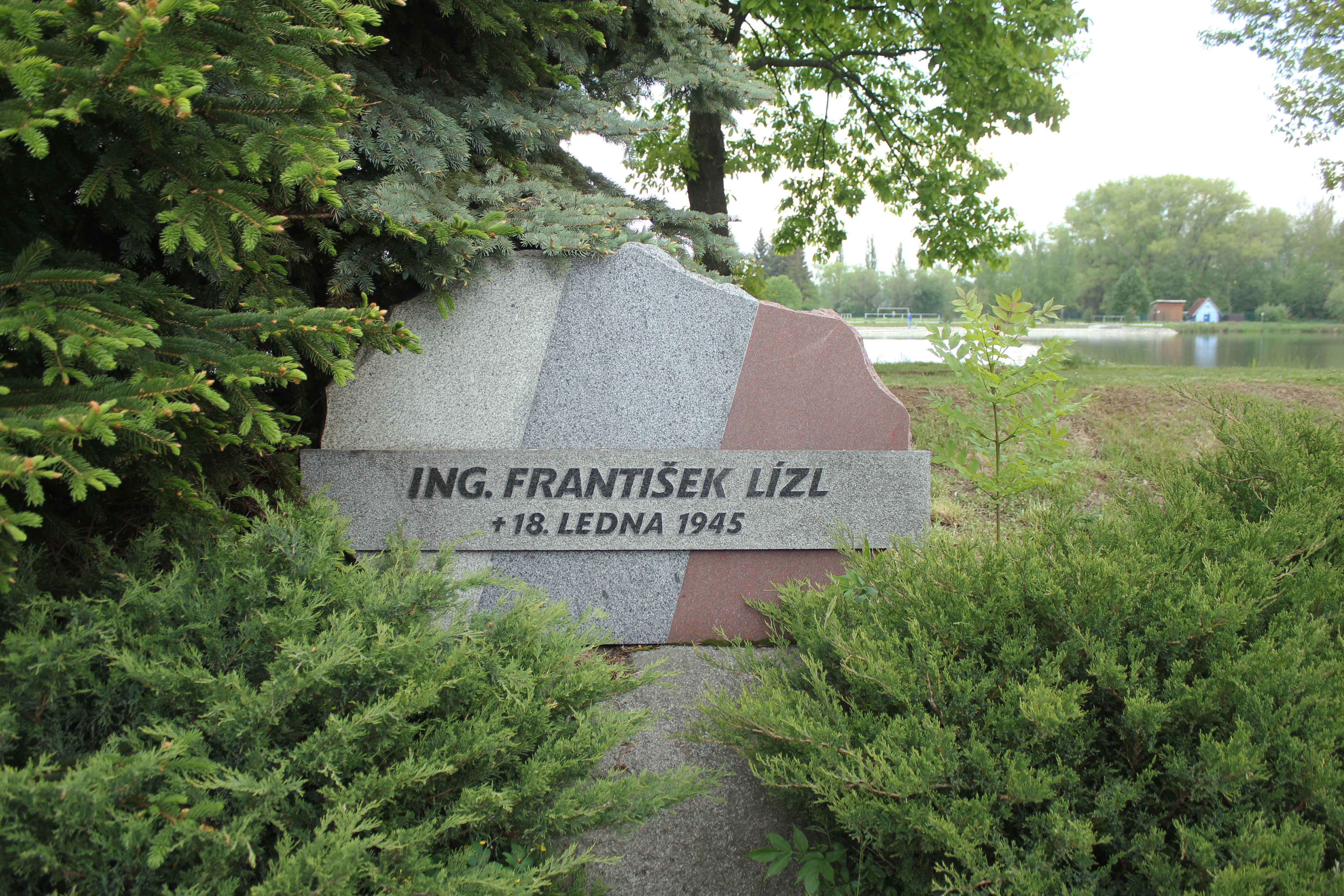
Pomník Františka Lízla u Sadoňského rybníka v Rožmitále pod Třemšínem

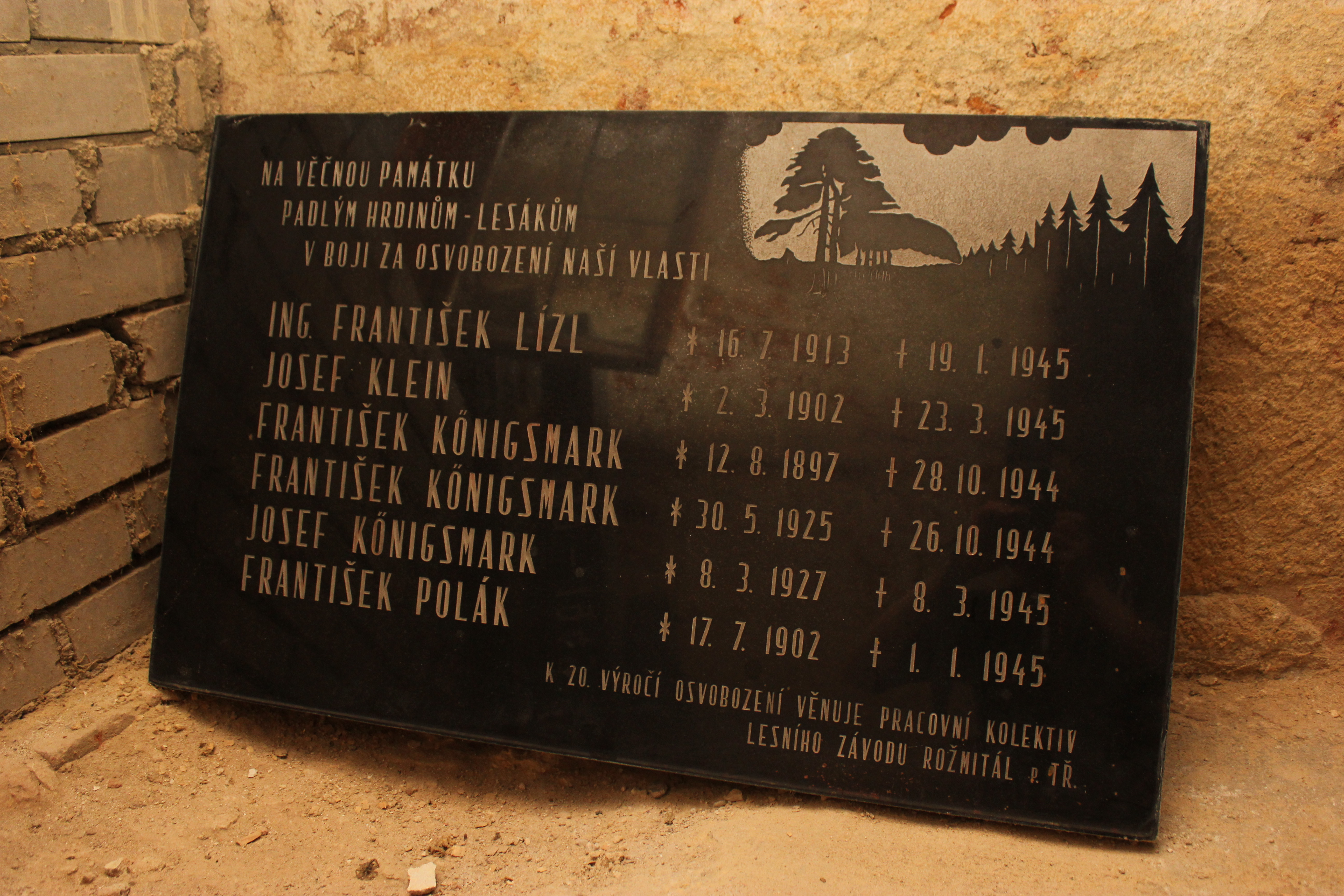
Pamětní deska padlým lesákům na zámku Rožmitál

Po neúspěšném výslechu byl František Lízl předán četnické stanici v Rožmitále, kde měl zůstat do rána, než bude převezen k výslechu do Klatov. Členové gestapa, velitel Kilián Ruprecht a Erwin Janisch, i s jejich šoférem Hermannem Wodickou oslavovali a zapíjeli Lízlovo zatčení. Ve čtyři hodiny ráno zajel ne zcela střízlivý šofér Wodicka pro Lízla na četnickou stanici. Poté nabral Ruprechta s Janischem. Ruprecht si sedl dopředu vedle řidiče, Janisch si sedl na zadní sedadlo vedle Lízla. Z počátku se Janisch pokoušel s Lízlem navázat opilecký rozhovor, ale brzy usnul, stejně tak Ruprecht. Auto mezitím vyrazilo přes Březnici směrem na Mirovice, Strakonice a Klatovy. Bylo 18. ledna, hustě sněžilo a auto se prodíralo sněhem pomalu. Za železničním přejezdem u hudčického kamenolomu probudila Janische zima, zjistil že místo vedle něj je prázdné. Zavolal na řidiče, aby zastavil a to probudilo i Ruprechta. Byla ještě tma, Ruprecht s Janischem hledali zatčeného půl hodiny. Asi po sto metrech našli na železniční trati přejeté tělo Františka Lízla. Tomu se zřejmě v nepozorované chvíli podařilo otevřít dveře auta, odkud vyskočil a následně se vydal vstříc vlaku a jisté smrti.
Ruprecht s Janischem marně hledali Františka Lízla skoro půl hodny. Pak Ruprecht řekl že ještě prohlédnout trať. Asi po sto metrech našli tělo mrtvého Františka Lízla v kolejišti, přejeté na dvě poloviny. Oba rázem vystřízlivěli. Dojeli do Hudčic, kde Ruprecht nařídil starostovi Kadlecovi, aby nechal z tratě odvézt tělo, nechal na něj zhotovit bednu a uložil ji do hasičské zbrojnice, že si jej později vyzvedne. Z Hudčic odjeli do Březnice, odkud Ruprecht zavolal na velitelství gestapa do Klatov, aby o celé události podal zprávu. Bylo mu nařízeno odvézt tělo Františka Lízla do Plzně, kde po lékařské prohlídce, předal tělo ke spálení v krematoriu. O celé události vypověděl 11. července 1945 u vyšetřovací komise okresního národního výboru v Rožmitále pod Třemšínem řidič Hermann Wodicka.
V roce 1946 byl Ing. František Lízl In memoriam vyznamenán Československým válečným křížem 1939. V Rožmitále po něm byla pojmenována ulice Ing. Lízla vedoucí z náměstí k zámku. Na zámku byla v roce 1965 umístěna na zeď Malého paláce pamětní deska padlý lesákům. U Sadoňského rybníka vznikl pomník, který navrhl a nechal zrealizovat Miroslav Hásek. Další pomník věnovaný Ing. Lízlovi se nachází u železničního přejezdu v Hudčicích, kde byl slavnostně odhalen 18. ledna 1975.